# Gerardo Salaverría
Gerardo Salaverría (Ciudad de Buenos Aires, 7 de diciembre de 1988) es un piloto argento-uruguayo de automovilismo de velocidad. Reconocido a nivel nacional e internacional por sus actuaciones en categorías de Argentina y Uruguay, compitió en las categorías Fórmula Chevrolet de Uruguay, donde fue subcampeón en 2007, Fórmula Renault Argentina y Top Race Series. De esta última categoría fue campeón en el año 2010 del Torneo Clausura, siendo este su primer título obtenido en su tierra y a la vez a nivel internacional.
Debido a que nació en Argentina, luego vivió parte de su infancia en Brasil y actualmente reside en el Uruguay, es apodado como "El Piloto del Mercosur", llevando pintados en los laterales de su Chevrolet Vectra de Top Race Series las banderas de estos tres países.
Tras su campeonato del TR Series en el año 2010, Salaverría tuvo su debut en el Top Race V6 el 4 de septiembre de 2011, en la denominada "Carrera del Año", corrida en el Autódromo Oscar y Juan Gálvez de la Ciudad de Buenos Aires. Su debut se dio a bordo de un Mitsubishi Lancer siempre bajo la atención de la escudería GF Racing que comanda el excampeón sudamericano Gabriel Furlán.
Tras haber obtenido el subcampeonato de TR Series en 2011, Salaverría fue convocado en 2012 para competir en el nuevo TRV6, categoría que fuese inaugurada ese año, siendo convocado por la novel escudería PSG-16 Team para tripular una unidad Ford Mondeo III. Al mismo tiempo, su escudería propiciaría su debut a final de temporada en el TC 2000, compitiendo con un Ford Focus II.

## Bíografía

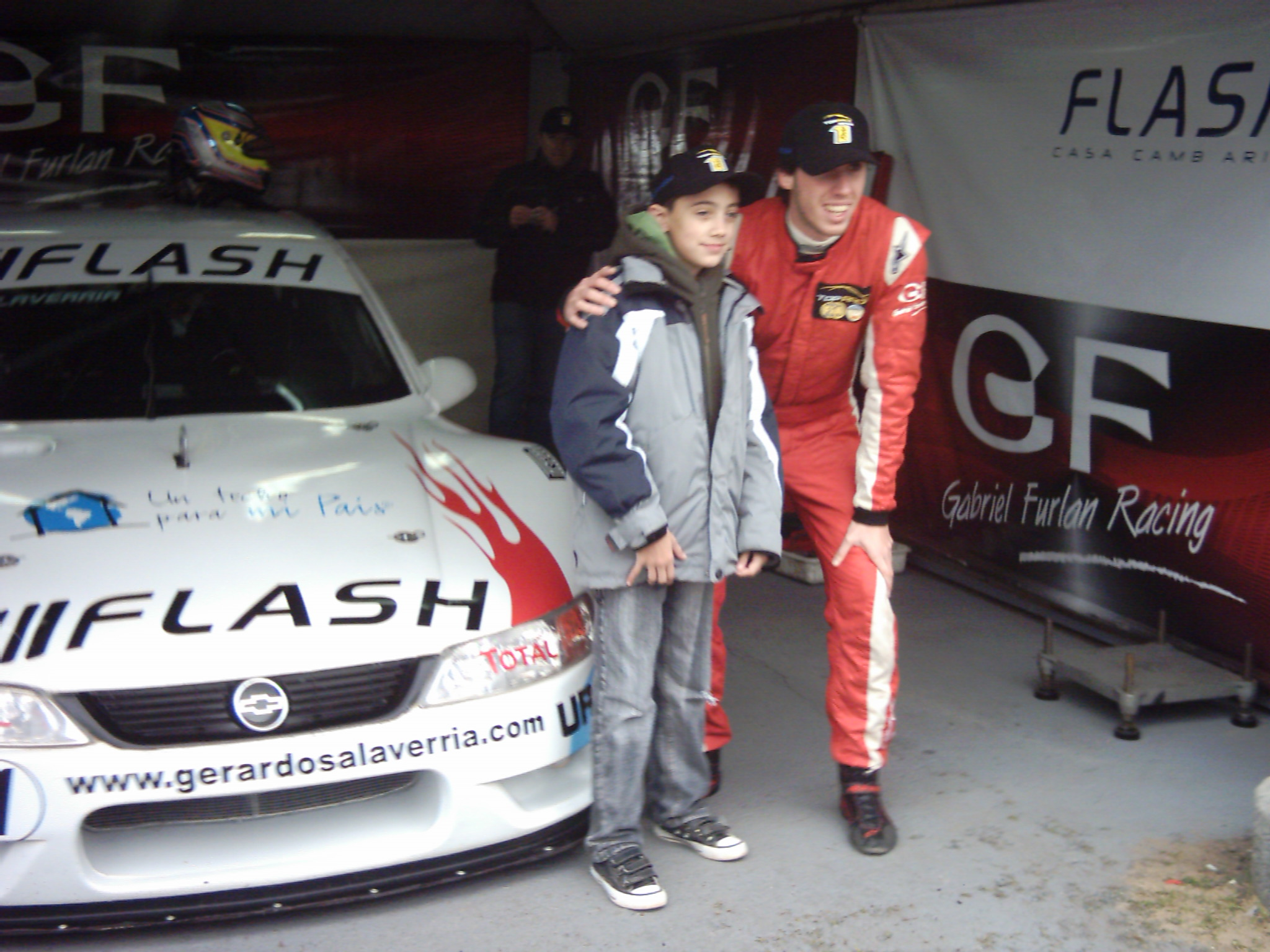
Gerardo Salaverría junto a su coche y un fanático, en el box de su equipo

Si bien nació en Argentina, Gerardo Salaverría vivió gran parte de su vida fuera de su patria, ya que vivió su infancia en el Brasil, para luego fijar su domicilio en el Uruguay. En este último país fue donde decidió cultivar su carrera deportiva, inicialmente probándose en motocicletas, para luego pasar a las cuatro ruedas. Se inició en el año 2005 cuando debutó en karting, siendo un año muy fructífero para él, ya que ese mismo año obtuvo un campeonato y un subcampeonato en diferentes certámenes. Tales honores, le valieron el Premio Revelación 2005 en karting, otorgado por la Federación Uruguaya de Karting. Al año siguiente, tuvo su primer contacto con el automovilismo de su país natal, al comeptir también en Karting.
En el año 2007, retornó al Uruguay para competir en la Fórmula Chevrolet, donde además de debutar, tuvo el honor de alcanzar el subcampeonato. En el año 2008, por primera vez compite en dos categorías al participar de la Fórmula Chevrolet y al debutar en la Fórmula Renault Argentina, retornando de esta forma al automovilismo argentino. Su desempeño en la Fórmula Chevrolet Uruguaya, fue motivo para ser seleccionado por General Motors de Argentina, para su programa de pilotos impulsado por su equipo oficial de TC 2000.
En 2009, Salaverría apuntó definitivamente su carrera deportiva hacia la Argentina, al competir en la Fórmula Renault Argentina y al debutar en el Top Race Junior (hoy TR Series), siempre bajo la tutela de la escudería que lo viera debutar: El GF Racing. Su debut en automóviles de turismo, se dio en las últimas fechas del año 2009, a bordo de un Chevrolet Vectra II.
El año 2010, si bien fue un año dispar para Salaverría, logró cosechar us más grandes frutos, ya que disputó tres torneos en un mismo año. Primeramente, tomó parte en la Copa América 2010 de Top Race, compitiendo en su Chevrolet Vectra, cerrando el torneo en 9.º lugar. A su vez, también compitió en la Fórmula Renault Argentina, categoría que debió abandonar al decidir dedicarse enteramente al Top Race, por problemas personales. Finalmente, cerraría el año compitiendo en la fallida Temporada 2010-2011, donde cerró el año en el primer lugar del Torneo. Este Torneo finalmente fue finalizado por Top Race, luego de su afiliación a la CODASUR, organismo que exigió la realización de un nuevo Torneo en 2011, por lo que fue decretado el cierre de los campeonatos de TRV6 y TR Series, siendo consagrados como campeones de ese torneo Agustín Canapino y Gerardo Salaverría respectivamente. Esta situación, terminaría premiando el esfuerzo de Salaverría, quién finalmente fue consagrado como Campeón Argentino de Top Race Series, siendo este su primer título de campeón en el automovilismo y en su corta carrera deportiva.
En 2011, Salaverría debutó en el Campeonato Sudamericano de Top Race, compitiendo en la categoría Top Race Series, en la cual volvería a anotarse en la lucha por el campeonato. Durante el desarrollo de la temporada, Salaverría también viviría su primera experiencia a bordo de un TRV6, al debutar en la clase mayor del Top Race a bordo de un Mitsubishi Lancer GT provisto por su equipo, el GF Racing. Finalmente, Salaverría no conseguiría retener el primer puesto logrado en 2010, pero se terminaría llevando el subcampeonato de ese año en el TR Series.
En el año 2012, Salaverría ficharía para la novel escudería PSG-16 Team, creada sobre la base del equipo HAZ Racing Team, la cual lo convocaría para tripular una unidad Ford Mondeo III de TRV6, categoría inaugurada ese mismo año.
En el año 2013, Salaverria fundó la categoría Fórmula 4 Sudamericana hasta la actualidad, dejando de lado su carrera deportiva y corriendo en carreras puntuales de larga duración.

## Trayectoria
| Año       | Categoría                                          | Marca                |
| --------- | -------------------------------------------------- | -------------------- |
| 2005-2006 | Piloto de karts                                    | -                    |
| 2007      | Subcampeón de Fórmula Chevrolet                    | DOMS-Chevrolet       |
| 2008      | Debut en Fórmula Renault Argentina                 | Tito-K4MRenault      |
| 2008      | Fórmula Chevrolet Uruguay                          | DOMS-Chevrolet       |
| 2009      | Fórmula Renault Argentina                          | Tito-K4MRenault      |
| 2009      | Debut en Top Race Junior                           | Chevrolet Vectra II  |
| 2010      | Fórmula Renault Argentina                          | Tito-K4MRenault      |
| 2010      | Copa América 2010 de Top Race Junior               | Chevrolet Vectra II  |
| 2010      | Campeón de Torneo Clausura 2010 de Top Race Junior | Chevrolet Vectra II  |
| 2011      | Subcampeón de Top Race Junior                      | Chevrolet Vectra II  |
| 2011      | Debut en Top Race V6, 1 carrera                    | Mitsubishi Lancer GT |
| 2012      | Top Race V6                                        | Ford Mondeo III      |
| 2012      | Debut en TC 2000, 3 carreras                       | Ford Focus II        |
| 2013      | Debut en Súper TC 2000                             | Ford Focus II        |

### Trayectoria en Top Race
| Temporada            | Categoría       | Vehículo             | Equipo      | Posición final   |
| -------------------- | --------------- | -------------------- | ----------- | ---------------- |
| 2009                 | Top Race Junior | Chevrolet Vectra II  | GF Racing   | 28.º (12 puntos) |
| Copa América 2010    | Top Race Junior | Chevrolet Vectra II  | GF Racing   | 9.º (28 puntos)  |
| Torneo Clausura 2010 | Top Race Series | Chevrolet Vectra II  | GF Racing   | 1.º (98 puntos)  |
| 2011                 | Top Race Series | Chevrolet Vectra II  | GF Racing   | 2.º (71 puntos)  |
| 2011                 | Top Race V6     | Mitsubishi Lancer GT | GF Racing   | 42.º (0 puntos)  |
| 2012                 | Top Race V6     | Ford Mondeo III      | PSG-16 Team | 21.º (6 puntos)  |

## Resultados

### TC 2000
| Año  | Equipo      | Auto          | 1   | 2   | 3  | 4   | 5   | 6   | 7  | 8   | 9   | 10  | Res. | Puntos |
| ---- | ----------- | ------------- | --- | --- | -- | --- | --- | --- | -- | --- | --- | --- | ---- | ------ |
| 2012 |             |               | ROS | SJU | GR | OBE | RAF | SMM | RC | SFE | SAL | PDF | 11.º | 64     |
| 2012 | PSG-16 Team | Ford Focus II |     |     |    |     |     |     | 4  | Ret | 2   | 1   | 11.º | 64     |

### Súper TC 2000
| Año  | Equipo               | Auto            | 1   | 2   | 3   | 4    | 5   | 6    | 7   | 8   | 9   | 10  | 11  | 12  | 13    | 14    | Res. | Puntos |
| ---- | -------------------- | --------------- | --- | --- | --- | ---- | --- | ---- | --- | --- | --- | --- | --- | --- | ----- | ----- | ---- | ------ |
| 2013 |                      |                 | BA  | ROS | SJU | TOA  | AG  | TRH  | JUN | SFE | GR  | LP  | SMM | PDF |       |       | 22.º | 12     |
| 2013 | PSG-16 Team          | Ford Focus II   | NL  | 14  | WD  | 10   | 16  | 22†  | 13  | Ret | 15  | 1R  |     |     |       |       | 22.º | 12     |
| 2013 | PSG-16 Team          | Fiat Linea      |     |     |     |      |     |      |     |     |     |     | NL  | Ret |       |       | 22.º | 12     |
| 2015 |                      |                 | JUN | ROS | OBE | TRH  | RAF | SL I | SFE | SFE | TOA | GR  | SMM | AG  | SL II |       | -    | -      |
| 2015 | Renault Lo Jack Team | Renault Fluence |     |     |     |      |     |      |     |     | 15  |     |     |     |       |       | -    | -      |
| 2016 |                      |                 | TRE | ROS | SMM | AG I | TRH | OBE  | BA  | SFE | SFE | TOA | SJU | GR  | GR    | AG II | -    | -      |
| 2016 | Renault Sport        | Renault Fluence |     |     |     |      |     |      | 11  |     |     |     |     |     |       |       | -    | -      |

## Palmarés
| Título     | Especialidad                 | Marca               | Año  |
| ---------- | ---------------------------- | ------------------- | ---- |
| Campeón    | Torneo Clausura de TR Series | Chevrolet Vectra II | 2010 |
| Subcampeón | Top Race Series              | Chevrolet Vectra II | 2011 |

### Otras distinciones
| Título     | Especialidad                   | Año  |
| ---------- | ------------------------------ | ---- |
| Campeón    | Federación Uruguaya de Karting | 2005 |
| Subcampeón | Campeonato Nacional de Karting | 2005 |
| Subcampeón | Fórmula Chevrolet              | 2007 |